# Pivoňka keřovitá
Pivoňka keřovitá (Paeonia suffruticosa) je na jaře kvetoucí opadavý vzpřímený keř s ohromnými bílými, růžovými, červenými i zelenými květy. Květy mohou být jednoduché, poloplné či plné. Kvete v dubnu až květnu. Listy má dělené, 2x trojčetné, lístky široce vejčité až vejčitě kopinaté, hrubě zubaté středně zelené. Na podzim výrazně barví. Dorůstá do výšky i šířky okolo 2 metrů.

## Synonyma
- P. fruticosa Dumont
- P. fructescens Link
- P. chinensis Oken
- P. mountan Sims
- P. sinensis Steudel
- P. yunanensis W. P. Fang
- pivoňka polokřovitá

## Původ
Hybridní druh, na němž se podílí v přírodě zřejmě vyhynulý rodič, který byl zkřížen s dalšími druhy skupiny moutan (P. rockii a P. ostii).
Plod: dřevnaté měchýřky většinou po 5, chlupaté

## Historie
Dřevité pivoňky jsou prastaré kulturní rostliny, které se pěstovaly v Číně již před více než 2000 lety, již od doby dynastie Chan, kdy se těšily velké úctě a oblibě. Asi v 6. stol. po Kr. se dostaly první rostliny s buddhistickými knězi do Japonska, kde se jejich pěstování záhy ujali vynikající šlechtitelé a značně je zdokonalili. S dřevitými pivoňkami se poprvé seznámili obchodníci Holandské východoindické společnosti v Pekingu v roce 1656. O 100 let později Josef Banks zaslal do Evropy popis a malby dřevitých pivoněk. Na jeho popud Alexandr Duncan posílá v roce 1787 první dřevité pivoňky do Evropy, do botanické zahrady v Kew (dorazily až v roce 1789).
Dnes je známo několik tisíc kultivarů.

## Zajímavosti
Pivoňky se také využívaly v čínské medicíně k léčbě nervových onemocnění včetně epilepsie. Léčivé působení má především kořen, který obsahuje alkaloidy, silice, kyselinu benzoovou, asparagin a další látky. Rostlina je pojmenována podle řeckého boha, lékaře Paiéóna.
Hybridy s Paeonia delavayi s.l. mají žlutou, oranžovou nebo tmavě červenou barvu, kvetou o 1 - 2 týdny později než pivoňka keřovitá. Označují se jako pivoňka Lemoinova (P. xlemoinei).

## Pěstování
Vhodné je pro ni umístění na slunném stanovišti, nejvýše v polostínu. Starší rostliny nesnáší přesazování. Je náročná na živiny v půdě, půda má být lehká, neutrální. Množí se roubováním na kořeny semenáčků či P. lactiflora, odkopky či hřížením. Velká kolekce dřevitých pivoněk je v Průhonické botanické zahradě, která pěstuje 152 odrůd (2023) a Botanické zahradě hl. m. Prahy s 255 odrůdami (2023).
Pavel Sekerka v  Botanické zahradě hl. m. Prahy provedl selekci semenáčů dřevitých pivoněk, ze kterých bylo vybráno 10 jedinců, které jsou nadále množeny a nabízeny zahradními školkami jako "Trojská série".